# Lijst van voetbalinterlands Cyprus - Servië
Deze lijst van voetbalinterlands is een overzicht van alle officiële voetbalwedstrijden tussen de nationale teams van Cyprus en Servië. De landen hebben tot op heden vijf keer tegen elkaar gespeeld. De eerste ontmoeting, een vriendschappelijke wedstrijd, werd gespeeld in Nicosia op 10 februari 2009. Het laatste duel, eveneens een vriendschappelijke wedstrijd, vond plaats op 25 maart 2024 in Larnaca.

## Wedstrijden
| № | Plaats  | Datum            | Competitie        | Wedstrijd       | Uitslag |
| - | ------- | ---------------- | ----------------- | --------------- | ------- |
| 1 | Nicosia | 10 februari 2009 | Vriendschappelijk | Cyprus – Servië | 0 – 2   |
| 2 | Larnaca | 29 februari 2012 | Vriendschappelijk | Cyprus – Servië | 0 – 0   |
| 3 | Nicosia | 6 februari 2013  | Vriendschappelijk | Cyprus – Servië | 1 – 3   |
| 4 | Užice   | 25 mei 2016      | Vriendschappelijk | Servië − Cyprus | 2 − 1   |
| 5 | Larnaca | 25 maart 2024    | Vriendschappelijk | Cyprus − Servië | 0 − 1   |

## Samenvatting
| Competitie        | Totaal gespeeld | Winst Cyprus | Gelijk | Winst Servië | Doelsaldo Cyprus – Servië |
| ----------------- | --------------- | ------------ | ------ | ------------ | ------------------------- |
| Vriendschappelijk | 5               | 0            | 1      | 4            | 2 − 8                     |
| Totaal            | 5               | 0            | 1      | 4            | 2 − 8                     |

Wedstrijden bepaald door strafschoppen worden, in lijn met de FIFA, als een gelijkspel gerekend.

## Details

### Eerste ontmoeting
| Vriendschappelijk (Nicosia, Cyprus, 10 februari 2009): |       |                                       |
| Cyprus                                                 | 0 – 2 | Servië                                |
|                                                        | goals | 25' Milan Jovanović 42' Danko Lazović |

### Tweede ontmoeting
| Vriendschappelijk (Larnaca, Cyprus, 29 februari 2012): |       |        |
| Cyprus                                                 | 0 – 0 | Servië |
|                                                        | goals |        |

### Derde ontmoeting
| Vriendschappelijk (Nicosia, Cyprus, 6 februari 2013): |       |                                                 |
| Cyprus                                                | 1 – 3 | Servië                                          |
| Konstantinos Makridis 19'                             | goals | 33' Dušan Tadić 47' Dušan Tadić 70' Dušan Basta |

### Vierde ontmoeting
| Vriendschappelijk (Užice, Servië, 25 mei 2016): |       |                              |
| Servië                                          | 2 – 1 | Cyprus                       |
| Aleksandar Mitrović 2' Dušan Tadić 32'          | goals | 32' (e.d.) Nikola Maksimović |